# گومبینو
گومبینو (به لاتین: Gumbino) یک منطقهٔ مسکونی در روسیه است که در باشقیرستان واقع شده‌است.